# José María Collantes
José María Collantes y Gutiérrez de Celis (San Cristóbal, 1877-La Habana, 1943) fue un escritor, abogado y político cubano.

## Biografía
Nacido el 13 de noviembre de 1877 en la localidad cubana de San Cristóbal, fue abogado, periodista, conferencista, publicista y político.  Publicó obras como Rojas y pálidas (Habana, 1901), Un vueltabajero ilustre (conferencia, 1902) y Julián de Casal.
En su faceta como político fue secretario general del Partido Conservador durante cuatro presidencias y secretario de la Comisión Nacional de Propaganda por la Guerra. Como miembro de dicha comisión trabajó en favor de la causa aliada, dirigiendo también el Boletín Oficial. Por sus servicios el Gobierno francés le condecoró con la cruz de caballero de la Legión de Honor. Ocupó el cargo de secretario de Agricultura, Comercio y Trabajo durante el gobierno de Alfredo Zayas, además de llegar a ser miembro de la Cámara de Representantes. Falleció en 1943 en La Habana.